# Devorguilla (cràter)
Devorguilla és un cràter d'impacte en el planeta Venus de 22,9 km de diàmetre. Porta el nom de Dervorguilla de Galloway (c. 1210-1290), noble escocesa, i el seu nom va ser aprovat per la Unió Astronòmica Internacional el 1991.